# Finansnytt
Finansnytt var ett dagligt ekonomimagasin som sändes varje vardagkväll på TV8 år 2000 till och med 2007. Programledare var Katarina Hugo, Olle Zachrison, Peter Andersson och Therese Larsson.
Finansnytt var ursprungligen ett kort nyhetsprogram som sändes en gång i timmen på dagtid under vardagar från Finanstidningen. På kvällen sändes det längre programmet Ekonominytt. I januari 2001 slogs Ekonominytt ihop med Finansnytt. Efter besparingar sändes programmet från den 4 mars 2002 två gånger på kvällen.
I november 2005 inleddes ett samarbete med Schibstedägda Näringsliv24 och programmet blev Finansnytt med Näringsliv24. Programmet gick också att se på N24/E24:s webbsida. 
I maj 2007 utsågs programmet till Sveriges bästa i kategorin radio- och TV i den årliga journalistrankingen som genomförs av Financial Hearings, Halvarsson & Hallvarson och Svensk Image. Redaktionen för Finansnytt tilldelades även 7:e AP-fondens journalistpris 2007.
Vid årsskiftet 2007/2008 togs TV8:s ekonomibevakning över av DiTV. Det innebar att TV8:s egenproducerade nyhetsprogram Finansnytt med E24 lades ned. Sedermera lades även DiTV ned. TV8 saknar därmed ekonomibevakning.